# Ceresium carinatum
Ceresium carinatum är en skalbaggsart som beskrevs av Fauvel 1906. Ceresium carinatum ingår i släktet Ceresium och familjen långhorningar. Inga underarter finns listade i Catalogue of Life.